# Tejai Moore
 (septembre 2014).
Le contenu est difficilement compréhensible vu les erreurs de traduction, qui sont peut-être dues à l'utilisation d'un logiciel de traduction automatique.
Tejai Moore, pseudonyme de Tony Edmonds, est un chanteur de R&B, né le 20 juillet 1986 en Floride, ancien membre du groupe GS Boyz (en).

## Tejai Moore et GS Boyz
Il avait les possibilités[Quoi ?] de travailler sur les dossiers[Quoi ?] avec des artistes majeurs tels que Jagged Edge ainsi que les grands producteurs comme KE sur la piste[Quoi ?], ce qui a créé un son et l'image Tejai Moore authentique. À la fin de 2008, il a été signé[Quoi ?] dans le cadre du GS Boyz, plus connu pour ses chansons Stanky Legg et Booty Dew, qui étaient à l'époque signé à Yung Joc s ' Swagg étiquette d'équipe empreinte[Quoi ?] (sous Bad Boy Records). Le GS Boyz groupe est allé bientôt leurs manières distinctes qui ont également sectionnés contrat de Moore avant d'avoir reçu son "coup" à succès télévisé[Quoi ?]. Réflexion sur l'année 2013 va en 2014 et de l'évolution rapide du monde des économies Moore, est destiné à apporter un changement égal à R & B et la pop en général[Quoi ?].

## Apparitions
Tejai Moore fait des apparitions dans les clips de :
- Pills n Potions de Nicki Minaj[2]
- New Flame de Chris Brown et Usher, Rick Ross[3]
- It Is Like That de Pleasure P[4]

### Singles
| 2008                                    | "Stanky Legg"    | 49 | 17 | 7 | - US: Gold |
| 2009                                    | "Booty Dew"      | —  | 62 | — |            |
| 2014                                    | "Waiting"        | -  | 20 | — |            |
| 2014                                    | "King Sh#t"      | 42 | 2  | — |            |
| 2014                                    | "Love Aint Eazy" | 81 | 6  | — |            |
| "—" denotes releases that did not chart |                  |    |    |   |            |

### Mixtapes
| Title                          | Album details                                             |
| ------------------------------ | --------------------------------------------------------- |
| ’’Business Before Plezya'      | - Released: September 16, 2009 - Format: Digital download |
| ’’Futuristic Love Affair       | - Released: May 29, 2010 - Format: Digital download       |
| ’’One Night On Jupiter         | - Released: August 28, 2010 - Format: Digital download    |
| ’’We Getting It In 2010 Vol. 6 | - Released: October 10, 2010 - Format: Digital download   |
| ’’Futuristic R&B               | - Released: May 17, 2011 - Format: Digital download       |
| ’’Futuristic Network           | - Released: March 13, 2012 - Format: Digital download     |